# Prava LGBT osoba na Havajima
Ovo je članak o položaju i pravima LGBT-osoba na Havajima.

## Povijest
Više informacija: Povijest LGBT-a na Havajima
Riječ māhū označavala je treći rod/spol na drevnim Havajima, dok je izraz moe aikāne označavao istospolnu vezu. Stari Havajci bili su tolerantni prema homoseksualnim vezama. Poglavica Liloa zapamćen je kao biseksualna osoba.
Dolaskom misionara, na Havajima se pojavilo kršćanstvo te se javni moral počeo mijenjati. Tijekom vladavine Kamehamehe III., „zakon protiv sodomije” stupio je na snagu. Misionari su smatrali istospolne odnose grešnima.
Nakon što je Kraljevina Havaji postala republika, kao i nakon aneksije koju je izvršio SAD, istospolni su odnosi i dalje bili ilegalni.

## Prava
Danas su na Havajima istospolni odnosi legalni te je dob pristanka izjednačena za heteroseksualne i homoseksualne odnose. Isprva je dob pristanka bila 14 godina. 
Istospolni je brak postao legalan 2013. godine.